# (8175) Boerhaave
(8175) Boerhaave ist ein im äußeren Hauptgürtel gelegener Asteroid, der am 2. November 1991 vom belgischen Astronomen Eric Walter Elst am La-Silla-Observatorium (IAU-Code 809) der Europäischen Südsternwarte in Chile entdeckt wurde.
Der Asteroid ist Mitglied der Eos-Familie, einer Gruppe von Asteroiden, die nach (221) Eos benannt ist., einer Gruppe von Asteroiden, welche typischerweise große Halbachsen von 2,95 bis 3,1 AE aufweisen, nach innen begrenzt von der Kirkwoodlücke der 7:3-Resonanz mit Jupiter.
Der Himmelskörper wurde am 2. April 1999 nach dem niederländischen Mediziner, Chemiker und Botaniker Herman Boerhaave (1668–1738) benannt, der als Professor der Medizin, Chemie und Botanik in Leiden wirkte.